# Knud Sønderby
Knud Sønderby (født 10. juli 1909 i Esbjerg, død 8. august 1966 i Visbyå i Sydthy) var en dansk forfatter og journalist. Han kom som 6-årig til København, blev student i 1927 fra Øregaard Gymnasium og i 1935 cand. jur. Han var medarbejder ved Nationaltidende 1932-1937, ved Berlingske Tidende 1937-1944, ved Politiken 1944-1945 og ved Information 1945-1947. 
Han debuterede som forfatter i 1931 med generationsromanen Midt i en Jazztid om stud.jur. Peter Hasvig, der er tiltrukket af rigmandsdatteren Vera Bagge og livet blandt de rige. Bogen skildrer en gruppe unges hektiske og overfladiske livsstil. Den fik blandede anmeldelser af kritikerne, men blev en succes blandt læserne. Den blev filmatiseret (Midt i en jazztid) i 1969.
Også andre af Sønderbys romaner har kærlighed og sociale modsætninger som tema. I To mennesker mødes (1932) forelsker stud. med. Kaj Ruben sig i en pige af jævnere københavnsk miljø og støder på sociale og kulturelle barrierer, som ikke sådan lader sig overvinde.
Den usynlige Hær, der blev filmatiseret i 1945 som den første danske film om sabotage og modstandsbevægelsen giver et nuanceret billede af danskernes holdninger til fx passiv/aktiv modstand under den netop overståede besættelse. Skal man være aktiv, afventende eller ligeglad? 
Som essayist deler Sønderby sine betragtninger over dagligdagen og hverdagslivets hændelser med læserne i en personlig, impressionistisk form. Han skrev desuden skuespillene En kvinde er overflødig (Det Kongelige Teater 1942), Krista (Det Ny Teater 1947), Hjertets renhed (Det Ny Teater 1949) samt Kvindernes oprør (1955). 
Fra 1960 var Knud Sønderby medlem af Det Danske Akademi. 
Knud Sønderby blev den 20. april 1940 gift med Inge Johansen, og de er begravet sammen på Tårbæk kirkegård.